# The New Humanitarian
The New Humanitarian ist eine Nachrichtenagentur in Genf, die bis 2019 unter dem Namen Integrated Regional Information Networks (IRIN) firmierte.

## Geschichte
IRIN wurde 1995 als UN-Informationsdienst, speziell für die Gebiete der Subsahara und Zentralasien, als Teil der UN-Organisation Nothilfekoordinator (OCHA) gegründet. Es verstand seine Arbeit explizit politisch: IRIN unterstützte Anstrengungen zur Konfliktlösung und Versöhnung, indem es Desinformation und Propaganda entgegentrat.
Ab Januar 2015 trennte sich IRIN von der UNO-Organisation. 2016 wurde die Agentur unabhängig und als Verein umgestaltet, der Schwerpunkt soll weiter im Bereich der humanitären Hilfe liegen. Mit der Umbenennung 2019 wolle man sich einer größeren Zielgruppe öffnen, die neben Fachkundigen auch Neuinteressierte und Laien anspreche.
Für die Agentur arbeiten unter anderem 170 freiberufliche Journalisten in 70 Ländern.